# Années 1710
Les années 1710 couvrent la période de 1710 à 1719.

## Événements
- 1709-1721  : effondrement de la puissance suédoise après la bataille de Poltava. La Suède perd la plupart de ses territoires d'outre-mer[1]. La mort de Charles XII en 1718 inaugure l'Ère de la Liberté (1718-1772) avec l'instauration d'une monarchie constitutionnelle[2].
- 1710-1711 : guerre des « Mascates », à Recife, au Brésil[3].
- 1711-1740 : règne de Charles VI d'Autriche, empereur romain germanique[4].
- 1712 :
  - émergence du royaume Royaume bambara de Ségou (Niger actuel). Biton Coulibaly (1712-1755) constitue une forte armée, en majorité composée d’esclaves et d’anciens soldats ennemis capturés, sur laquelle il assoit son pouvoir. Il gouverne en despote. Il repousse les Marocains au nord, les Mandingues au sud, puis occupe le Macina et le Kaarta[5].
  - révolte des esclaves de la colonie de New York[6].
- 1713-1740 : règne de Frédéric-Guillaume Ier de Prusse, le  « Roi-Sergent »[7].

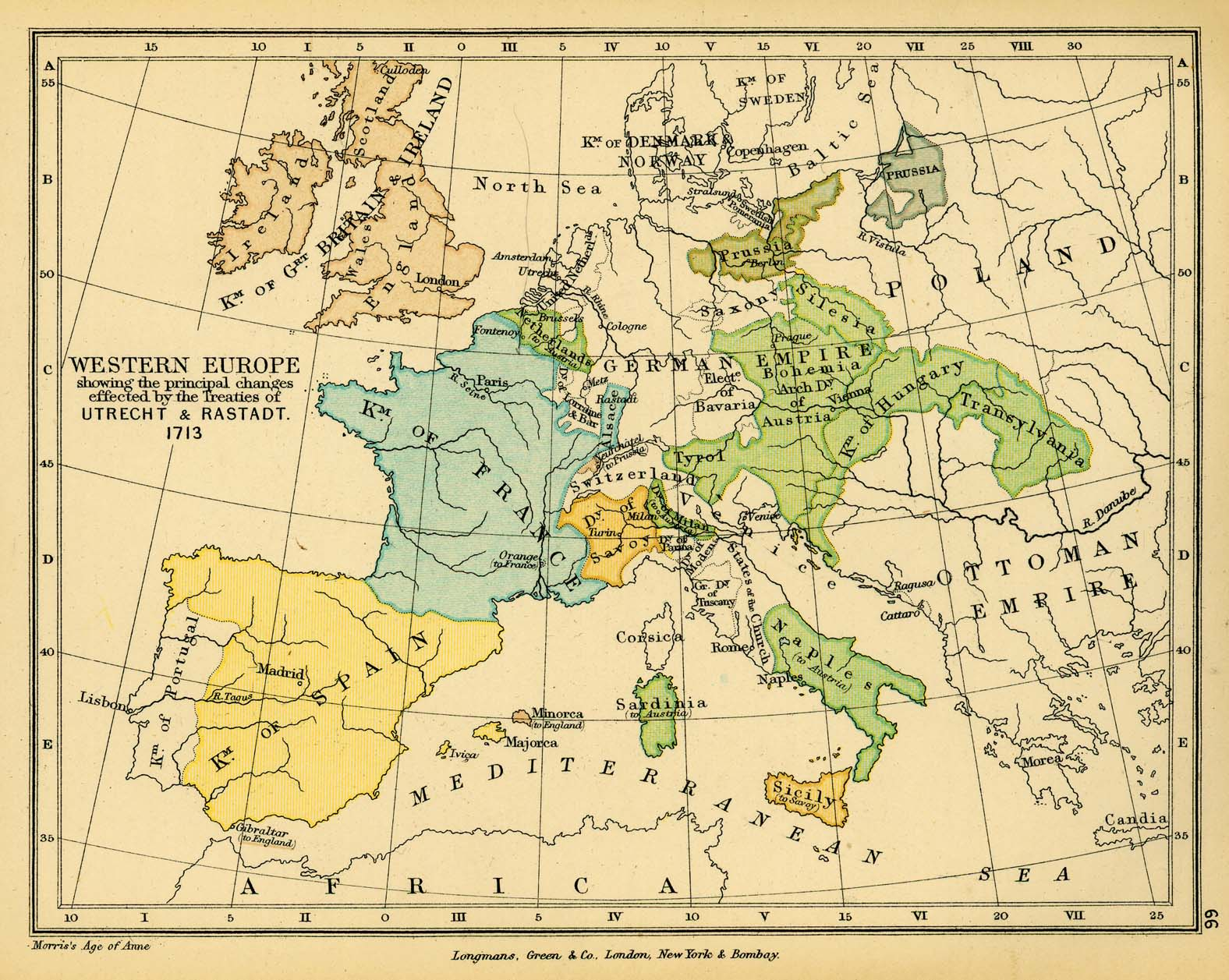
L'Europe après les traités d'Utrecht

- 1713-1714 : les traités d’Utrecht et le traité de Rastatt mettent fin à la guerre de Succession d'Espagne[8].
- 1714-1718 : guerre vénéto-austro-ottomane conclue par le traité de Passarowitz[9].
- 1715-1723 : Régence de Philippe d'Orléans en France[10].
- 1715 : rébellion jacobite en Écosse[11].
- 1716 : Jésuites et capucins tentent parallèlement de fonder des missions au Tibet. Le père capucin Francesco della Penna et les Jésuites Emmanuel Freyre et Ippolito Desideri se retrouvent à Lhassa. Malgré les dissensions entre les deux ordres, Desideri et Della Penna se mettent à étudier ensemble le tibétain. Ils sont reçus au monastère de Séra, près de Lhassa. Desideri quitte le Tibet en 1721, et à son retour rédige un rapport qui ne sera publié qu’en 1904. Il y décrit le mode de gouvernement et l'intense activité commerciale régnant à Lhassa. Della Penna vit pendant seize années au Tibet. À partir de 1720, les Mandchous poussent les moines à se méfier des Occidentaux et les missions fermeront les unes après les autres. Première marque de relations inter-religieuses qui réapparaitront au XXe siècle, le pape Benoît XIV écrit une lettre pour le 7e dalaï-lama, Kelzang Gyatso qu'il remet au père Francesco della Penna.
- 1717 : siège de Belgrade[12].
- 1718-1720 : guerre de la Quadruple-Alliance[9].
- 1719/1720-1721 : les traités de Stockholm et de Nystad mettent fin à la grande guerre du Nord[9].

## Personnages significatifs
- Louis XIV.
- Jules Alberoni